# Grentheville
Grentheville és un municipi francès situat al departament de Calvados i a la regió de Normandia. L'any 2007 tenia 955 habitants.

## Demografia

### Població
El 2007 la població de fet de Grentheville era de 955 persones. Hi havia 300 famílies de les quals 40 eren unipersonals (20 homes vivint sols i 20 dones vivint soles), 76 parelles sense fills, 176 parelles amb fills i 8 famílies monoparentals amb fills.
La població ha evolucionat segons el següent gràfic:
Habitants censats

### Habitatges
El 2007 hi havia 316 habitatges, 312 eren l'habitatge principal de la família i 4 estaven desocupats. 309 eren cases i 5 eren apartaments. Dels 312 habitatges principals, 238 estaven ocupats pels seus propietaris, 70 estaven llogats i ocupats pels llogaters i 4 estaven cedits a títol gratuït; 1 tenia una cambra, 10 en tenien dues, 31 en tenien tres, 95 en tenien quatre i 175 en tenien cinc o més. 268 habitatges disposaven pel capbaix d'una plaça de pàrquing. A 108 habitatges hi havia un automòbil i a 194 n'hi havia dos o més.

### Piràmide de població
La piràmide de població per edats i sexe el 2009 era:
| Homes | Edats   | Dones |
| ----- | ------- | ----- |
| 0     | 95 o +  | 0     |
| 4     | 90 a 94 | 0     |
| 0     | 85 a 89 | 0     |
| 8     | 80 a 84 | 0     |
| 16    | 75 a 79 | 12    |
| 8     | 70 a 74 | 8     |
| 12    | 65 a 69 | 0     |
| 4     | 60 a 64 | 4     |
| 16    | 55 a 59 | 12    |
| 28    | 50 a 54 | 40    |
| 36    | 45 a 49 | 32    |
| 24    | 40 a 44 | 40    |
| 20    | 35 a 39 | 16    |
| 36    | 30 a 34 | 36    |
| 12    | 25 a 29 | 28    |
| 24    | 20 a 24 | 16    |
| 16    | 15 a 19 | 44    |
| 12    | 10 a 14 | 44    |
| 12    | 5 a 9   | 20    |
| 16    | 0 a 4   | 36    |

## Economia
El 2007 la població en edat de treballar era de 644 persones, 499 eren actives i 145 eren inactives. De les 499 persones actives 462 estaven ocupades (240 homes i 222 dones) i 37 estaven aturades (19 homes i 18 dones). De les 145 persones inactives 42 estaven jubilades, 77 estaven estudiant i 26 estaven classificades com a «altres inactius».

### Ingressos
El 2009 a Grentheville hi havia 305 unitats fiscals que integraven 900 persones, la mediana anual d'ingressos fiscals per persona era de 18.787 €.

### Activitats econòmiques
Dels 76 establiments que hi havia el 2007, 1 era d'una empresa extractiva, 1 d'una empresa de fabricació de material elèctric, 7 d'empreses de fabricació d'altres productes industrials, 15 d'empreses de construcció, 21 d'empreses de comerç i reparació d'automòbils, 9 d'empreses de transport, 1 d'una empresa d'hostatgeria i restauració, 3 d'empreses financeres, 3 d'empreses immobiliàries, 11 d'empreses de serveis i 4 d'entitats de l'administració pública.
Dels 9 establiments de servei als particulars que hi havia el 2009, 1 era un taller de reparació d'automòbils i de material agrícola, 3 paletes, 2 guixaires pintors, 2 fusteries i 1 lampisteria.
Els 2 establiments comercials que hi havia el 2009 eren drogueries.
L'any 2000 a Grentheville hi havia 3 explotacions agrícoles que ocupaven un total de 249 hectàrees.

## Poblacions més properes
El següent diagrama mostra les poblacions més properes.